# Tropfengrünastrild
Der Tropfengrünastrild (Mandingoa nitidula), auch Grüne Tropfenastrild, Grüner Tropfenfink oder Schlegels Tropfenfink genannt, ist eine afrikanische Art aus der Familie der Prachtfinken. Er ist der einzige rezente Vertreter der Glockenastrilde und in der Afrotropis ein weit verbreiteter und stellenweise auch häufiger Vogel. Grüne Tropfenastrilde sind kleine, grünlich gefiederte Vögel mit einem kurzen Schwanz und einem rötlichen Gesichtsmaske. Der Sexualdimorphismus ist nur geringfügig ausgeprägt. Sie werden in Europa gelegentlich als Ziervogel gehalten, gelten aber wegen ihrer Nahrungs- und Halteanforderungen als schwierig zu pflegende Vögel.
Die IUCN stuft den Tropfengrünastrild als nicht gefährdet (least concern) ein. Schätzungen zum weltweiten Bestand liegen nicht vor, da diese Art in freier Wildbahn schwer zu beobachten ist.

## Beschreibung

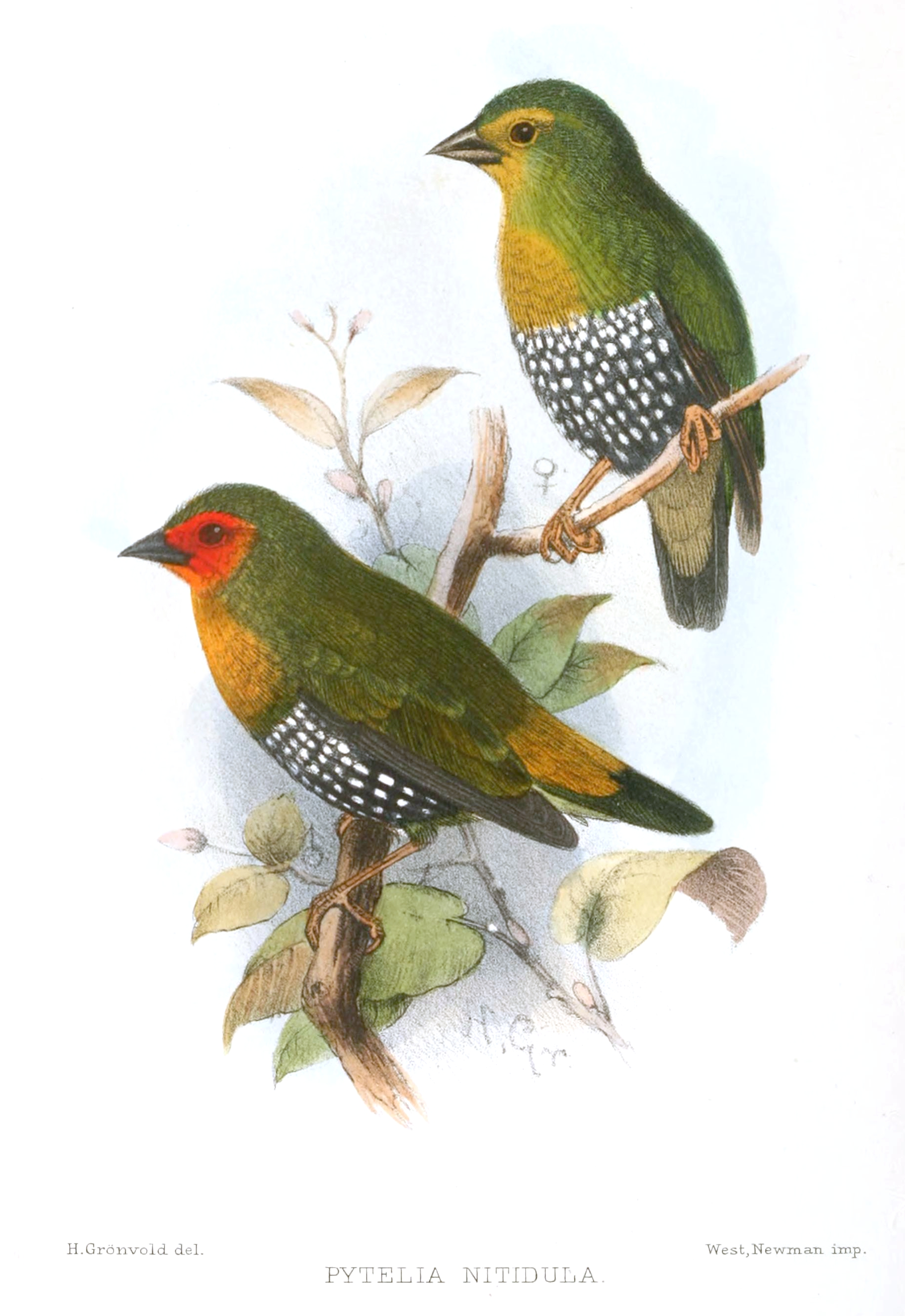
Tropfengrünastrild, Illustration

Die Körperlänge des Tropfengrünastrilds beträgt neun bis 11 Zentimeter. Der Schnabel ist dunkelgrau bis dunkelbraun. Eine orange bis gelbe Gesichtsmaske erstreckt sich über die Augenpartie. Die Brust ist olivfarben, die Körperunterseite schwarz-weiß gesprenkelt. Weibchen sind etwas matter als die Männchen gefärbt. Bei ihnen haben die Rot- und Orangetöne eine Tendenz zum Olivfarben. Die Augen sind braun, die Beine sind blassbraun bis fleischfarben.
Jungvögel unterscheiden sich von den adulten Vögeln durch ihre mattere Körperoberseite. Die Gesichtsmaske ist weniger auffällig, das Brustgefieder ist bräunlich überwaschen. Die Körperunterseite ist matt olivgrau mit nur wenigen weißen Flecken. Die Unterschwanzdecken sind olivbraun.
Es handelt sich bei Tropfengrünastrilden um sehr lebhafte Vögel, die wie Meisen durch das Gebüsch turnen. Sie können mit dem Reichenows Bergastrild verwechselt werden. Dieser Art fehlen jedoch die weißen Tupfen und sie weist eine rote Körperoberseite auf. Der Wiener- und der Buntastrild, die beide gleichfalls rötliche Gesichtsmasken haben, sind auf der Körperoberseite grün und haben rote Steuerfedern.

## Verbreitung
Das Verbreitungsgebiet des Tropfengrünastrilds ist sehr groß und umfasst mehr als 1,5 Millionen Quadratkilometer. Es reicht von Sierra Leone über Kongo und dem nördlichen Angola bis nach Kenia und dem südlichen Äthiopien. In Ostafrika kommt er südlich bis ins südöstliche Südafrika vor. Er lebt außerdem auf der Insel Bioko im Golf von Guinea. Das Verbreitungsgebiet ist nach bisherigen Erkenntnissen disjunkt. Fry et al. weisen jedoch darauf hin, dass diese, in ihren Worten „eigenartig unzusammenhängende“ Verbreitung zumindest teilweise auf die Schwierigkeiten bei der Beobachtung dieser Vogelart zurückzuführen sein kann. Tropfengrünastrilde sind auf Grund ihres Gefieders unauffällig, weisen auch keine auffälligen Verhaltensweisen auf und ihre Rufe sind für den Menschen kaum vernehmbar.

## Lebensraum
Tropfengrünastrilde sind sehr anpassungsfähig und kommen in einer Vielzahl von Lebensräumen vor. Diese reichen von Niederungs- und Bergwäldern, Primär und Sekundärwaldzonen über Plantagen und anderes Kulturland. Grundsätzlich leben sie in allen Lebensräumen sehr versteckt. Ihre Höhenverbreitung erreicht in Ostafrika fast 2.500 Höhenmeter. So kommt er in Liberia bis 1.600, in Camerun bis 1.850, in Kenia bis 2.350, in Malawi bis 2.120, in Simbabwe bis 1.200 und in der Südafrikanischen Republik bis 1.850 Höhenmeter vor. In Äthiopien besiedeln sie unter anderem das Unterholz von Juniperus procera-Wäldern, kommen jedoch auch im Unterholz von angepflanzten Kiefernwäldern vor. Auch in der Südafrikanischen Republik ist er regelmäßig in Plantagen mit nicht-einheimischen Kiefernarten zu beobachten, wenn der Erdboden einen Bewuchs mit Setaria chevalieri aufweist, einer Art aus der Gattung der Borstenhirsen. In Primär- und Sekundärwald hält sich der Tropfengrünastrild überwiegend entlang von Wegen und Straßen auf und ist außerdem auf Waldlichtungen zu beobachten. Sehr häufig ist er in der Nähe von Reisfeldern zu beobachten, die an Wald angrenzen. Er nutzt auch alte aufgegebene Plantagen, Dornenhecken um Dörfer, Randgebiete von Feuchtgebieten und Gärten.
Obwohl der Tropfengrünastrild insgesamt als nicht gefährdet eingestuft wird, sind seine Bestände in manchen Regionen durch Überweidung von Waldgräsern, insbesondere von Oplismenus hirtellus stark zurückgegangen.

## Lebensweise

### Allgemeine Verhaltensweisen und Nahrung
Tropfengrünastrilde leben paarweise, in Familien oder in kleinen Gruppen von bis zu zehn Individuen. Der Gesang ist sehr variabel mit zirpenden, murmelnden und pfeifenden Tönen. Ihre Nahrung suchen sie überwiegend auf dem Boden, wo sie sich hüpfend fortbewegen, oder in niedriger Vegetation zwischen 0,5 und 6 Meter über dem Boden. Sie picken Insekten von den Blättern und Ästen und fangen Insekten auch im Flug. Reisfelder suchen sie besonders häufig dann auf, wenn die Körner heranreifen oder geerntet werden. Sie fressen hierbei vor allem Reiskörner, die auf den Boden gefallen sind. Auf Störungen reagieren sie sehr schnell und suchen sofort das nächste Dickicht auf, wenn etwas ihre Aufmerksamkeit erregt hat.
Ihre Nahrung besteht zu einem großen Teil aus den Samen von Süßgräsern, wobei Borstenhirsen und Oplismenus hirtellus besonders gerne von ihnen gefressen werden. Sie fressen außerdem die Früchte einiger Brennnessel- und Fuchsschwanzgewächse, Reis, Maniok und Insekten.

### Fortpflanzung
Die Fortpflanzungsperiode beginnt im Allgemeinen gegen Ende der Regenzeit und variiert entsprechend mit dem Verbreitungsgebiet. So brüten Tropfengrünastrilde in Sierra Leone im Dezember, in Liberia dagegen August bis September.
Der Tropfengrünastrild ist ein Freibrüter, der sein Kugelnest freistehend im Gebüsch baut. Der weite Nesteingang befindet sich an der Seite. Als Nistmaterial verwendet er Gräser, Pflanzenfasern, Moos und Federn. Gewöhnlich befindet sich das Nest etwa 8,5 Meter über dem Erdboden und ist zwischen Blattwerk gut versteckt. Beide Elternvögel sind am Nestbau beteiligt, das Nistmaterial wird überwiegend vom Männchen herangetragen. Gelegentlich nutzen Tropfengrünastrilde auch die alten, aufgegebenen Nester des Waldwebers (Ploceus bicolor).
Das Weibchen legt zwischen vier und sechs Eiern. Die Brutdauer beträgt 12 bis 15 Tage. Beide Elternvögel brüten und während der Nacht ruhen sie gemeinsam im Nest. Die Jungvögel werden von beiden Elternvögeln gefüttert. Die Nestlingszeit beträgt bei Tropfengrünastrilden in freier Wildbahn 17 Tage, dagegen wurden bislang 21 bis 23 Tage bei in Gefangenschaft gehaltenen Tropfengrünastrilden beobachtet. Jungvögel kehren bis zu sieben Tage nach dem Ausfliegen zum Nest zurück. Sie sind bereits im Alter von zehn Wochen fortpflanzungsfähig, sie tragen zu diesem Zeitpunkt teilweise noch ihr Jugendgefieder.

## Haltung
Tropfengrünastrilde wurden erstmals Mitte der 1930er Jahre nach Europa importiert. Sie werden seit den 1970er Jahren regelmäßig eingeführt, wobei es sich bei den meisten Vögeln um die Unterart M. n. schlegeli handelt. Importvögeln kommen sehr häufig in einer sehr schlechten gesundheitlichen Verfassung an, so dass in der Eingewöhnungsphase zahlreiche Vögel sterben. Sie gelten insgesamt als schwierige Pfleglinge, da sie auf animalische Kost angewiesen sind. Halteerfahrungen weisen darauf hin, dass die Vögel individuell sehr unterschiedliche Vorlieben haben und bei einzelnen Züchtern erfolgreich mit einer Beifütterung von Mehlwürmern zur Zucht gebracht werden, die bei anderen Züchtern von den Vögeln vor allem in der Brutzeit nicht gefressen werden. Für eine Haltung in kahlen Käfigen sind Tropfengrünastrilde ungeeignet. Sie fühlen sich nur wohl, wenn ihnen ausreichende Deckung und genügend Klettermöglichkeiten geboten werden. Ein Teil des Volierenbodens sollte außerdem mit Erde und Moos bedeckt sein.

## Unterarten
Dem Tropfengrünastrild werden vier Unterarten zugerechnet.
- Mandingoa nitidula chubbi (Ogilvie-Grant, 1912) – Ostafrika von Südäthiopien bis in den Südwesten der Demokratischen Republik Kongo. Die Unterart kommt auch auf Sansibar und Pemba vor, möglicherweise handelt es sich jedoch um entflohene Käfigvögel
- Mandingoa nitidula nitidula (Hartlaub, 1865) – Nominatform, Eswatini und östliche Teile der Südafrikanischen Republik.
- Mandingoa nitidula schlegeli (Sharpe, 1870) – von Guinea und Sierra Leone und Liberia über Ghana, Togo, das südliche Nigeria, was westliche und südliche Kamerun bis Gabun und der Nordgrenze von Angola sowie der Demokratischen Republik Kongo.
- Mandingoa nitidula virginiae (Amadon, 1953) – Insel Bioko

## Belege

### Einzelbelege
1. 1 2  BirdLife Factsheet zum Tropfengrünastrild, aufgerufen am 20. August 2011
2. 1 2  Fry et al., S. 276.
3. ↑  Fry et al., S. 276–277.
4. 1 2  Nicolai et al., S. 88.
5. 1 2  Fry et al., S. 277.
6. ↑  Nicolai et al., S. 90.